# Snooki & JWoww
Snooki & JWoww  (en ocasiones, Snooki y JWOWW  en fuentes impresas y en línea) es una serie  Americano reality show en MTV protagonizada por Nicole Polizzi  y Jennifer Farley. Es el segundo de tres spin-offs de Jersey Shore, en donde Nicole Polizzi y Jennifer Farley ganaron fama como miembros del reparto. La serie se desarrolló desde el 21 de junio de 2012 hasta el 4 de febrero de 2015 durante cuatro temporadas. La serie, que es producida por la productora ejecutiva de Jersey Shore SallyAnn Salsano de 495 Productions, es descrita por sus estrellas como una moderna Laverne & Shirley.
La primera temporada se centra en que Polizzi y Farley viven juntas en una antigua estación de bomberos en Jersey City, Nueva Jersey, aunque el embarazo de Polizzi, que se confirmó durante el rodaje de la primera temporada, condujo a un cambio en el contenido y el tono del episodio. Distanciarlo de las travesuras orientadas a la fiesta de su programa principal. La filmación comenzó en la primera temporada el 25 de febrero de 2012 y duró cinco semanas. Una segunda temporada se confirmó el 3 de agosto de 2012 y se estrenó el 8 de enero de 2013. El 25 de abril de 2013, MTV renovó la serie para una tercera temporada, que se estreno el 22 de octubre de 2013. El 24 de abril de 2014, la serie se renovó por cuarta y última temporada, en la que Jenni deberá enfrentarse a su vida como mamá primeriza y donde se podrá ver el desarrollo del segundo embarazado de Nicole, se estrenó el 5 de noviembre de 2014 y concluyó el 4 de febrero de 2015.

## Reparto

### Principal
- Nicole Polizzi
- Jennifer Farley

### Recurrente
- Jionni LaValle — Es el esposo de Nicole. Él y Snooki se comprometieron antes de que saliera la primera temporada. Él y Snooki se casaron el 29 de noviembre de 2014.
- Roger Mathews — Es el esposo de Jennifer. Él y JWoww se comprometieron en el noveno episodio de la segunda temporada. Él y JWoww se casaron el 18 de octubre de 2015.

## Episodios
| Temporada   | N.º episodios | Estreno                | Final                    |
| ----------- | ------------- | ---------------------- | ------------------------ |
| Temporada 1 | 12            | 21 de junio de 2012    | 13 de septiembre de 2012 |
| Temporada 2 | 12            | 8 de enero de 2013     | 2 de abril de 2013       |
| Temporada 3 | 12            | 22 de octubre de 2013  | 14 de enero de 2014      |
| Temporada 4 | 12            | 5 de noviembre de 2014 | 4 de febrero de 2015     |